# Elyria
Elyria je město ve Spojených státech amerických. Nachází se v okrese Lorain County, jehož je zároveň správním městem, ve státě Ohio. Ve městě žije  obyvatel a jeho rozloha činí . Leží na řece Black River v oblasti Severovýchodního Ohia 37 kilometrů jihozápadně od Clevelandu.
Město bylo založeno roku 1817. Ve městě sídlí vysoká škola Lorain County Community College. Město bylo pojmenováno po jeho zakladateli Hemanu Elym a po Ilýrii.

## Rodáci
- Tianna Bartolettaová (* 1985)